# Boua
Boua oder Bua (voller Titel Brhat Chao Buvana; * im 18. Jahrhundert; † 1853 in Bangkok) war der designierte Prinzgouverneur (Chao Mueang Nakhon Champasak) des Reiches Champasak. Er starb vor seiner offiziellen Einsetzung.

## Leben
Boua war ein Enkel des Maha Uparat (Vizekönig) Tammatevo Pudisatkhattinarat von Champasak, der diese Stellung zwischen 1728 und 1768 innehatte. Nach dem Tod des Prinzgouverneurs Nark im Jahr 1850/51 wurde Boua von König Rama III. von Siam zu dessen Nachfolger ernannt. Die Feierlichkeiten zu seiner Einsetzung zogen sich allerdings hin, so dass Boua bereits 1853 starb, ohne offiziell geherrscht zu haben.
Im Anschluss an Bouas Tod folgte eine kurze Zeit der Wirren, während der Prinz Suriya als Maha Uparat regierte und kurze Zeit später (1855) starb. Ihm folgte der dritte Sohn des Prinzen Huy, Yutti Thammasunthon, nach.